# Julia Pierson
Pour les articles homonymes, voir Pierson.
Julia Pierson (née en juillet 1959 à Orlando, Floride) est la première femme et la 23e directrice des United States Secret Service (USSS) ; elle succède le 26 mars 2013 à Mark Sullivan, en poste depuis 2006. Elle est diplômée de l'université du centre de la Floride.

## Biographie
Elle sert au Orlando Police Department avant de rejoindre le Secret Service en 1983 comme agent spécial puis le Miami Field Office de 1983 à 1985 et enfin l'Orlando Field Office de 1985 à 1988. Elle continue sa carrière comme Deputy Assistant Director du Office of Protective Operations de 2005 à 2006, comme Deputy Assistant Director du Office of Administration de 2001 à 2005, et agent spécial responsable du Office of Protective Operations de 2000 à 2001. Elle rejoint le Presidential Protective Details (PPDs) de George H. W. Bush, Bill Clinton et George W. Bush. En 2008, elle en devient directrice puis Chief of Staff et Assistant Director du Office of Human Resources and Training pour les Services Secrets. Le 26 mars 2013, elle est nommée par Barack Obama directrice du service de sécurité du président américain.
À la suite de nombreuses révélations sur des failles dans la sécurité du président pendant son mandat, elle démissionne de ses fonctions le 1er octobre 2014.